# 第二期联合国安哥拉核查团
第二期联合国安哥拉核查团（United Nations Angola Verification Mission II, UNAVEM II）是聯合國在安哥拉内战之後，在1991年到1996年之間，為了平复安哥拉国内安哥拉人民解放运动与争取安哥拉彻底独立全国联盟之间的停火，维持其和平稳定所設立的維和任務。

## 概述
1991年5月30日，根据联合国安理会696号决议为监督安哥拉内战停火而成立的联合国维和部队 ，其存续时间为从1991年5月至1995年2月。

## 危机爆发
1974年，葡萄牙国内爆发康乃馨革命军事政变，執政42年的極右派独裁政權被推翻，其後政局动荡，政府更替頻繁。葡萄牙在非洲的殖民地，如佛得角、莫桑比克等轻松地独立。而安哥拉则陷入了长达数十年的内战之中。
蘇聯及古巴支持的安哥拉人民解放運動（MPLA/安人運）和由美國與南非白人政權支持的争取安哥拉彻底獨立全國聯盟（UNITA/安盟）爆發內戰。內戰期間，蘇聯支持的MPLA雖取得局部勝利並掌握政權，但是國內仍持續呈現戰爭狀態。
1991年5月31日，安哥拉各方签订停火协议，为监督这一协议，联合国派出了第二期联合国安哥拉核查团

## 行动历程
核查团最初由350名军事观察员，包括相应的文职支持人员、民警和医疗部队。1992年选举期间，有400名选举监督员加入了这一维和行动。
1992年9月的总统和议会选举引发了大骚乱，安哥拉彻底獨立全國聯盟（UNITA/安盟）在选举中被击败，其认为在选举中存在严重的欺诈行为，出于这个原因，内战再次爆发，战斗不断加剧，维和任务变得愈加艰难。
1994年10月交战双方再次达成停火协议，为了更加坚定地推动和平延续，1995年2月8日安理会976号决议决定组建第三期联合国安哥拉核查团，以高达7000人的维和力量，维持来之不易的安哥拉停火协议得以执行

## 外部連結
- UNAVEM II官方網站 （页面存档备份，存于）